# Дани Фукс
Дани Фукс (на немски: Danny Fuchs) е германски футболист, роден на 25 февруари 1976 в Десау, играч на Кайзерслаутерн, намиращ се във втора Бундеслига.
През младежките си години Фукс играе за „Трактор“ Квелендорф, „Мотор“ Кьотен и Хале. През 1994 г. преминава в тогавашния отбор от Регионалната лига Веен Висбаден, преди да заиграе в 1860 Мюнхен. В баварската столица футболистът играе само за дублиращия отбор на „лъвовете“. От 2001 до 2003 г. е играч на Карлсруе във втора Бундеслига. След тима от Баден, Фукс отива в Гройтер Фюрт.
За сезона 2007/08 играчът облича екипа на Бохум след свободен трансфер. При дебюта си в Първа Бундеслига още в първия кръг срещу Вердер Бремен Фукс вкарва и първото си попадение в елита при победата с 5:3 срещу Волфсбург. През последвалия сезон дефензивният полузащитник е твърда резерва в рурския клуб, който го дава под наем в Кайзерслаутерн за пролетния полусезон. Бохум окончателно се отказва от Фукс през лятото на 2009 г., когато прекратява договора му и лаутерите го картотекират за началото на кампания 2009/10.